# Nationaal park Phong Nha-Kẻ Bàng
Phong Nha-Kẻ Bàng is een nationaal park in de provincie Quang Binh in Vietnam met een oppervlakte van 344 km². Het park is een van de grootste kalksteenlandschappen ter wereld. Er bevinden zich enkele honderden grotten, ondergrondse rivieren en lange ondergrondse gangen met stalagmieten en stalactieten. In 2005 is in het park een nieuwe soort gekko ontdekt.
De provinciale overheid investeert in het gebied, in de hoop veel ecotoeristen aan te trekken en het park tot een van de belangrijkste toeristische attracties van Vietnam te maken.
Het park heeft circa 300 holen en grotten met een totale lengte van 70 km. Britse en de Vietnamese wetenschappers hebben 20 km onderzocht. Er zijn vele ondergrondse rivieren, watervallen en stromen in het park.
In 2003 is Phong Nha-Kẻ Bàng opgenomen op de Werelderfgoedlijst van UNESCO.

## Ligging
Nationaal park Phong Nha-Kẻ Bàng is gelegen in de gebieden Tan Trach, Thuong Trach, Phuc Trach, Xuan Trach en Son Trach van district Bo Trach en een stuk van het district van Minh Hoa in het centrum van de provincie Quang Binh. De geografische coördinaten zijn 17°32 ′ 14 ″ N 106°9 ′ 4.5 ″ E/17.53722°N 106.15125°E/17.53722; 106.15125.

## Flora in het park

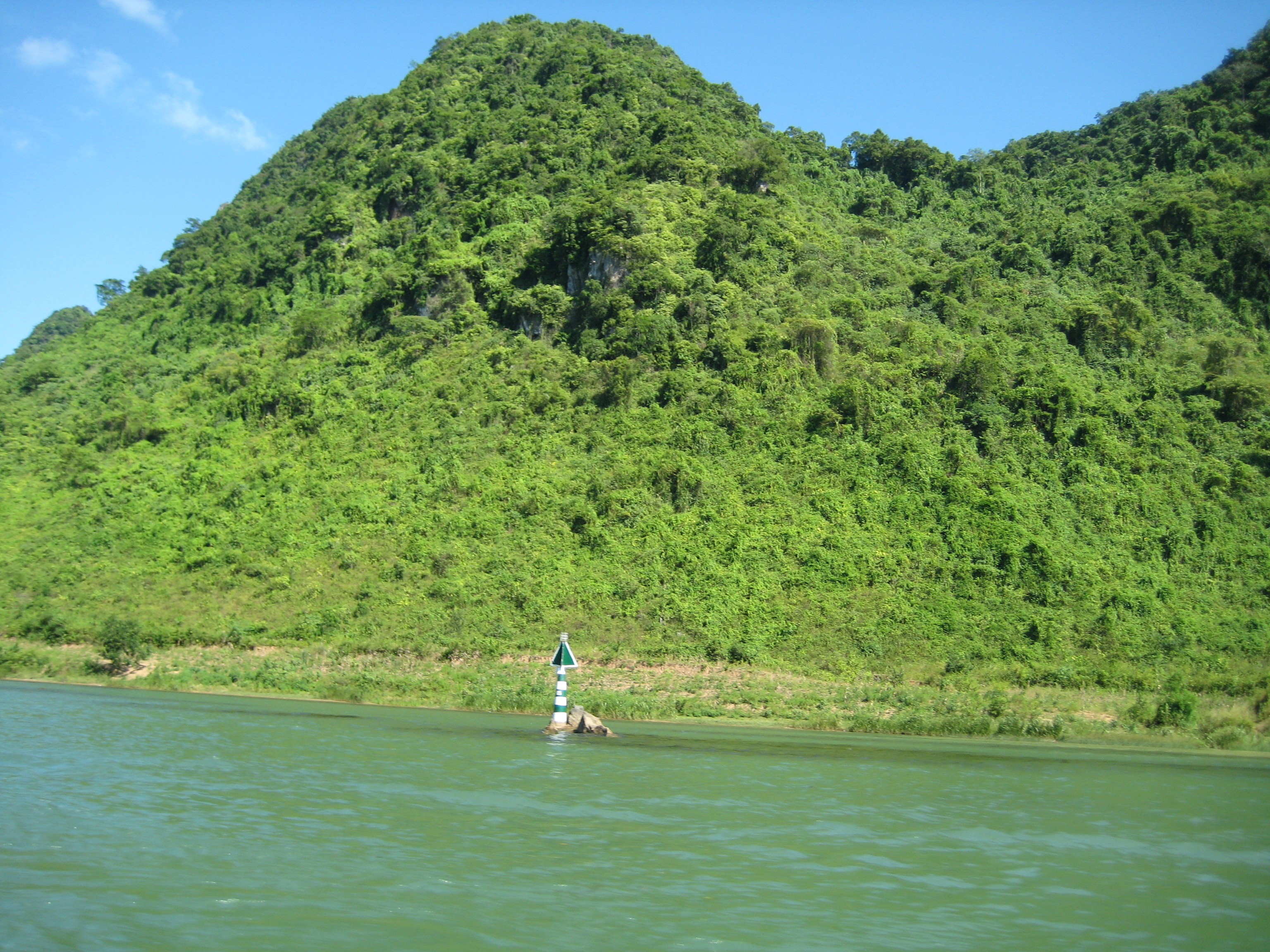
Bomen op kalksteenheuvels, de typische begroeiing van Phong Nha-Kẻ Bàng National Park

Het primaire tropische bos in Phong Nha-Kẻ Bàng kent 140 families, 427 geslachten, en 751 soorten hogere planten, waarvan 36 soorten Rode lijst-soorten zijn.
De meest voorkomende boomsoorten zijn de hsienmu (Hopea sp.), Sumbaviopsis albicans, Garcinia fragraeoides, Burretionendron hsienmu, Chukrasia tabularis, Photinia aroboreum en Dysospyros saletti. De zaailingen van deze bomen kunnen slechts ontkiemen in gaten en barsten in het kalksteen waar grond is geaccumuleerd, zodat na verstoring de regeneratie van het bos zeer langzaam verloopt. Het bos in dit nationale park wordt overheerst door altijdgroene bomen, met slechts hier en daar verspreide loofbomen zoals kerri (Dipterocarpus kerri), Anogeissus acuminate, Pometia pinnata en Lagerstroemia calyculata. De dominante families zijn de laurierfamilie, de beukenfamilie, de Theaceae en de rozenfamilie, met enkele naaktzadigen zoals Podocarpus imbricatus, Podocarpus neriifolius en Nageria fleuryi.
In het park is een 50 km² groot bos van Calocedrus macrolepis op kalksteen, het grootste bos van deze boom in Vietnam. De meeste bomen hier zijn 500-600 jaar oud.
De Nationale Universiteit van Hanoi heeft in samenwerking met het onderzoekscentrum van het Nationaal park Phong Nha-Kẻ Bàng in totaal 1.320 soorten in dit park ontdekt.
In het gebied komen drie zeldzame orchideeën van het geslacht Paphiopedilum voor, Paphiopedilum malipoense, Paphiopedilum dianthum en Paphiopedilum concolor. Deze hebben de IUCN-classificatie 'met uitsterven bedreigd'. Andere endemische soorten in dit park zijn Burretiodendron hsienmu, Cryptocarya lenticellata,Deutrizanthus tonkinensis, Eberhardtia tonkinensis, Heritiera macrophylla, Hopea sp., Illicium parviflorum, Litsea baviensis, Madhuca pasquieri, Michelia faveolata, Pelthophorum tonkinensis, Semecarpus annamensis, Sindora tonkinensis.

## Toerisme
Het park is toegankelijk via de Nationale weg 1A of de weg Ho Chi Minh; per spoor (Station Dong Hoi van de Hanoi-Saigon spoorweg) en via de Luchthaven Dong Hoi (45 km ten zuiden van het park).

## Beelden

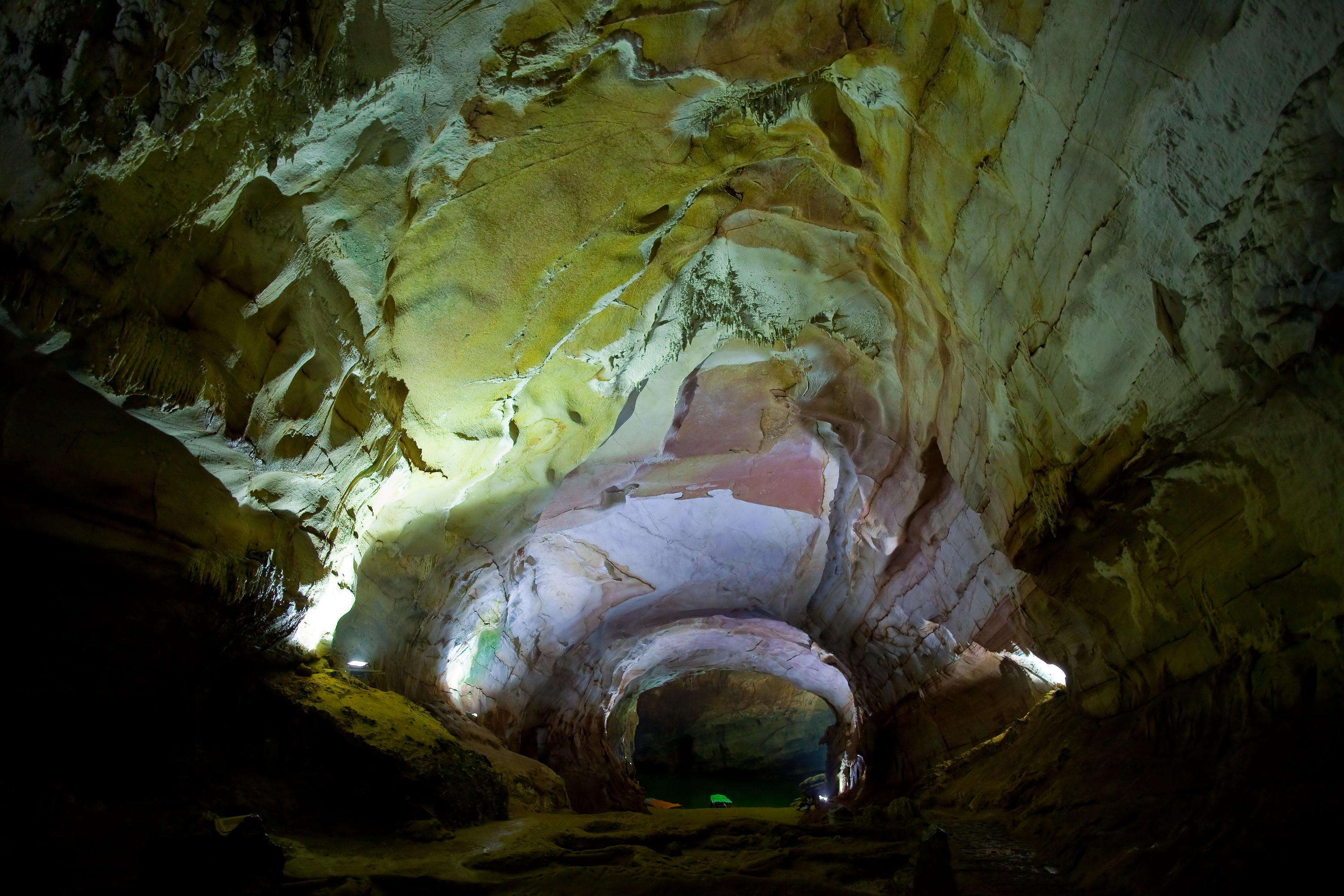
De rivier de Son in het nationaal park Phong Nha-Kẻ Bàng
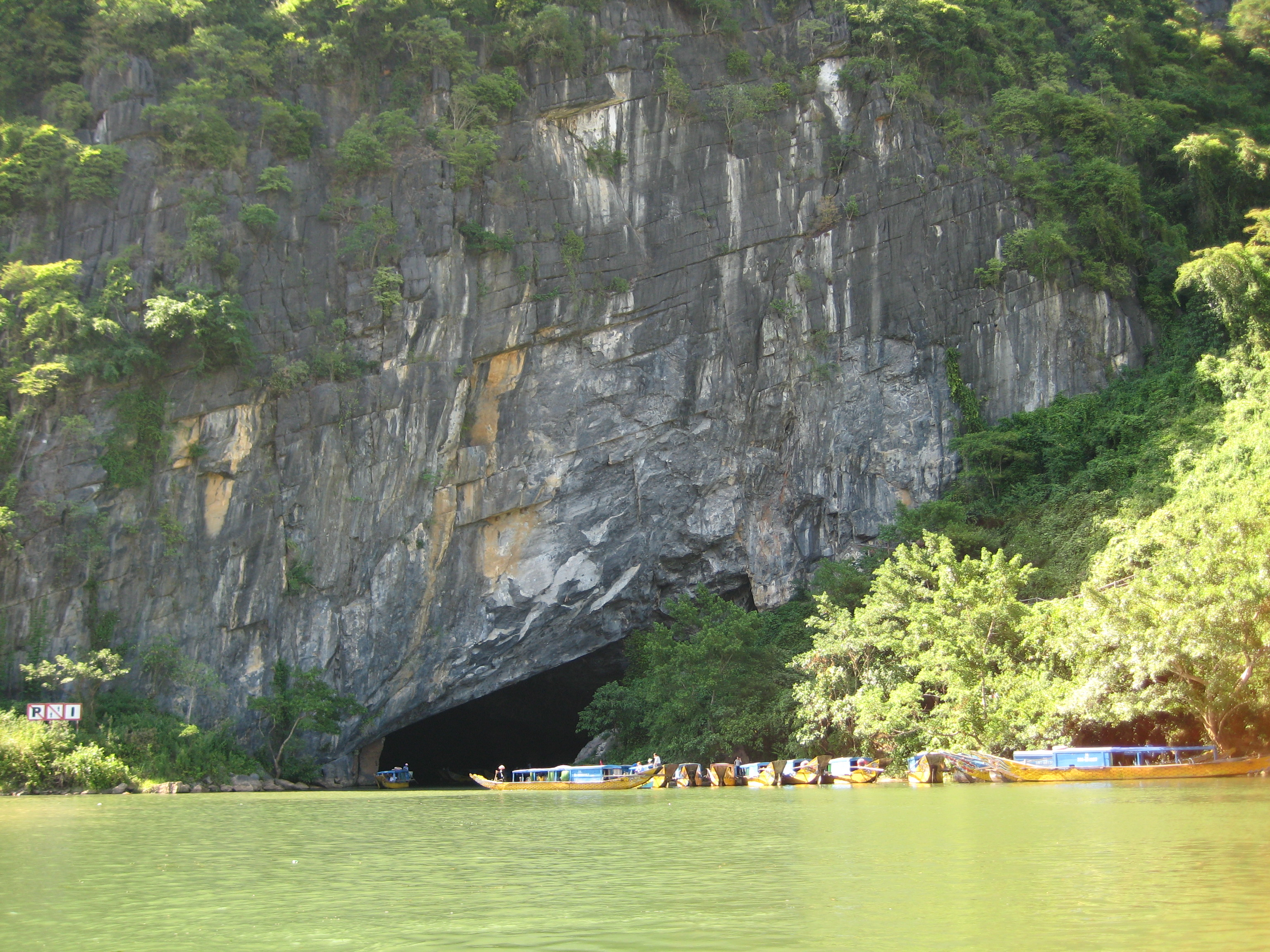
De ingang van de Phong Nha grot, een van de grotten waardoor de ondergrondse rivier loopt
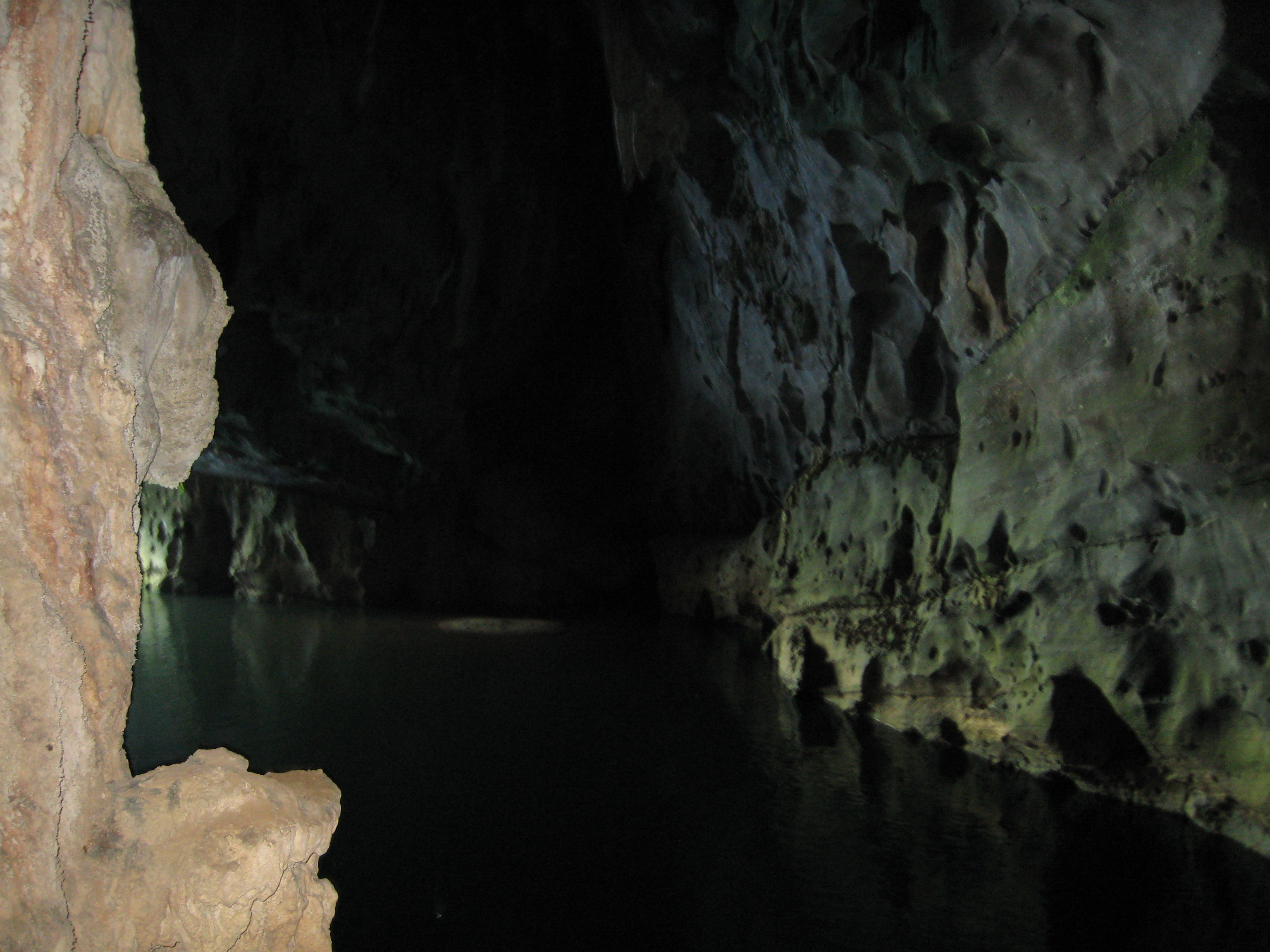
Deel van de ondergrondse rivier in de Phong Nha grot
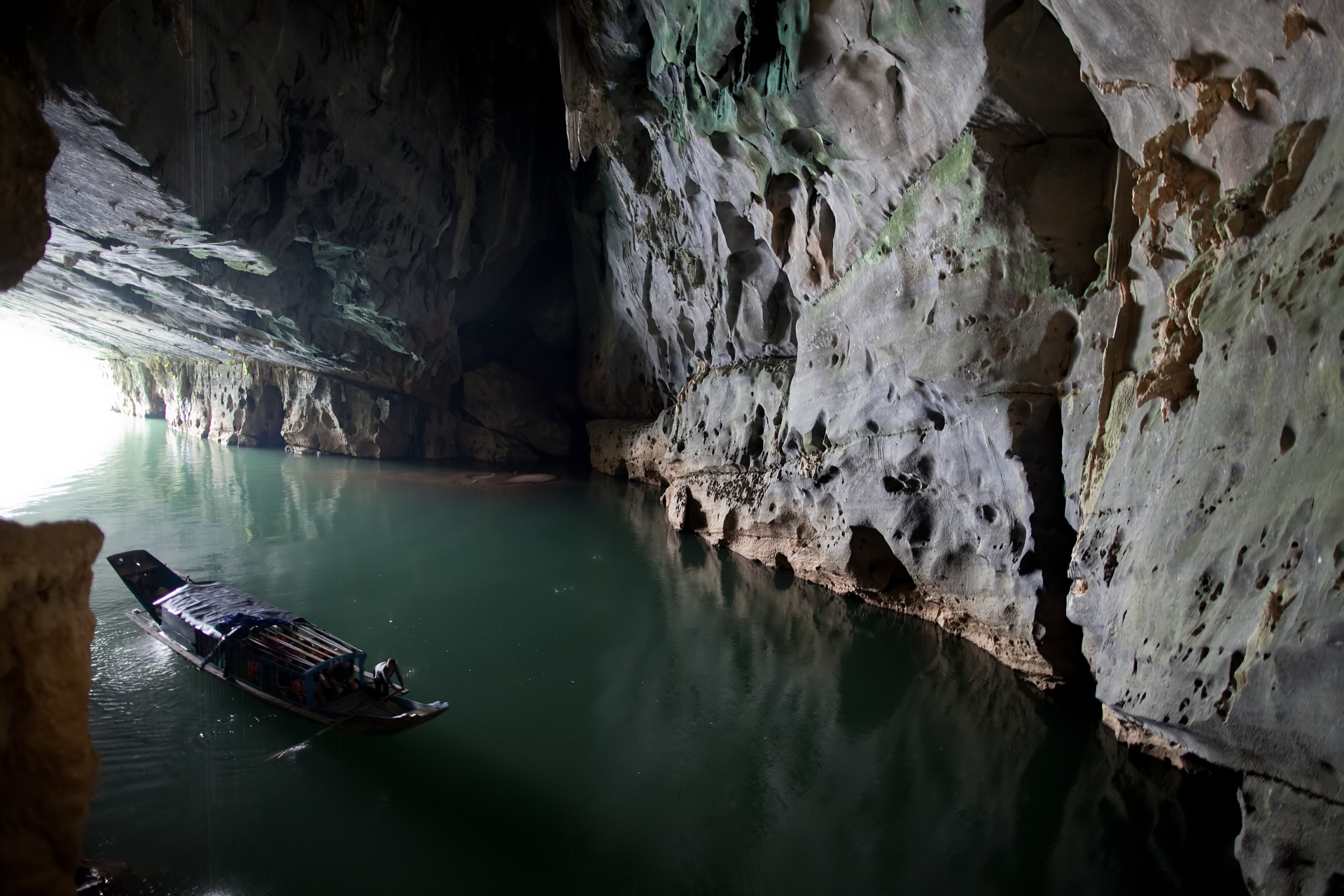
Deel van de ondergrondse rivier in de Phong Nha grot
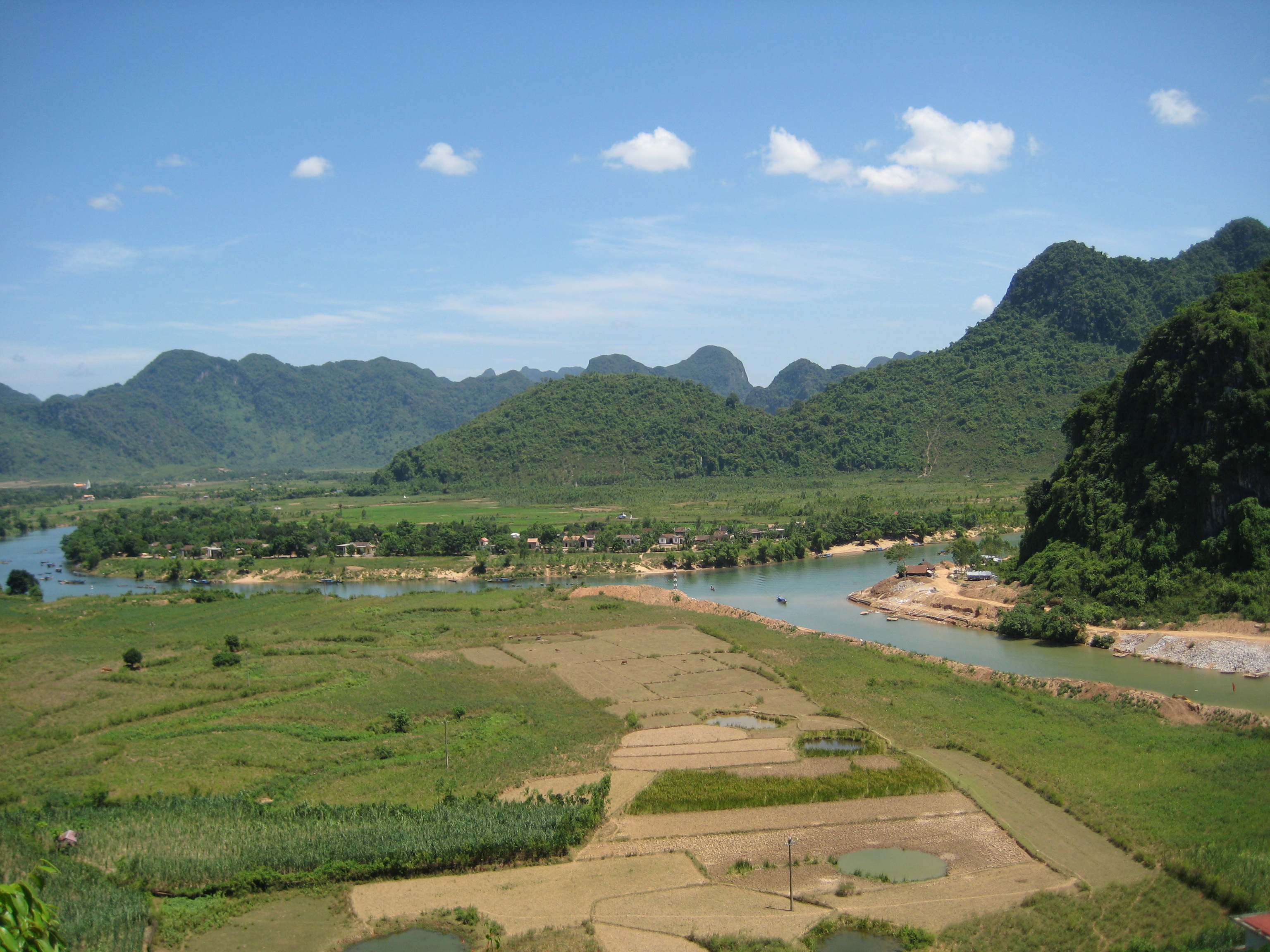
Het nationale park
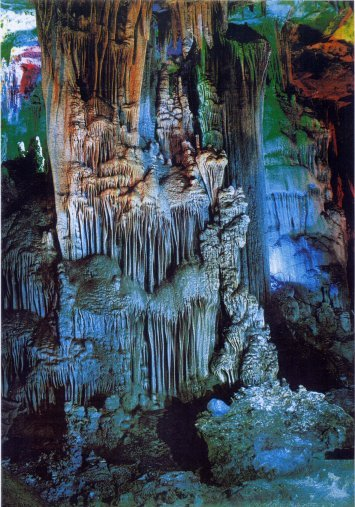
De Tien-Son grot
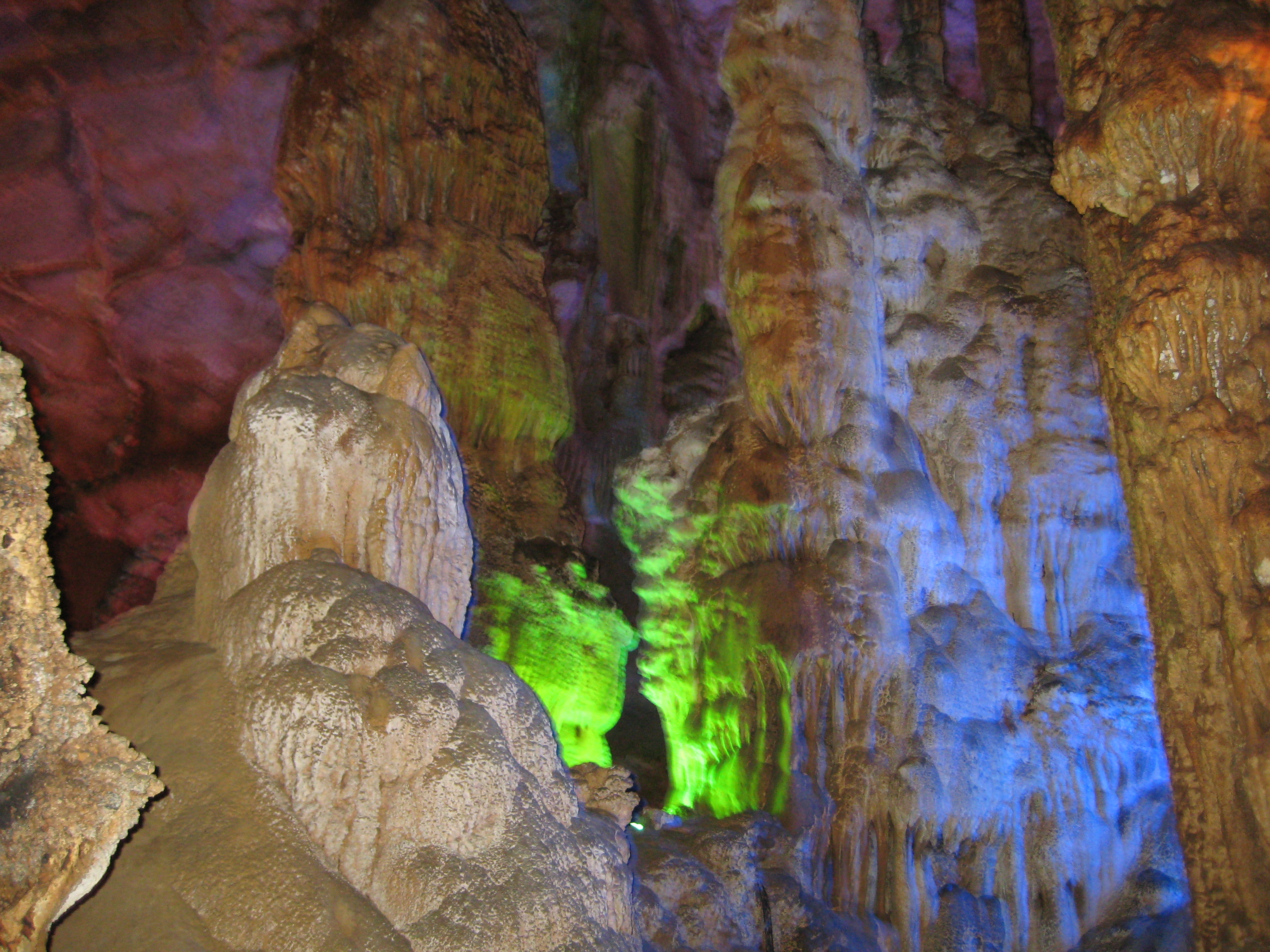
Stalagmieten in een grot
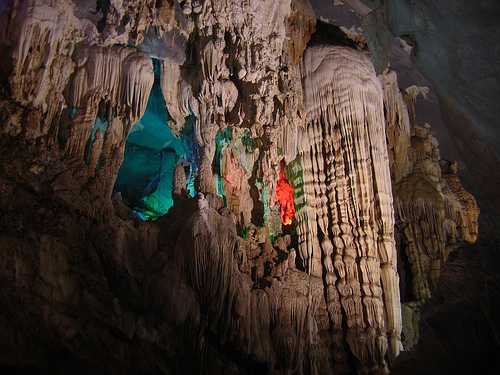
Stalagmieten in een grot